# 女の子ものがたり
『女の子ものがたり』（おんなのこものがたり）は、西原理恵子の漫画作品。2005年に小学館から単行本一冊で刊行された。『上京ものがたり』の続編となる。
2009年に映画化、2011年に舞台化されている。

## 映画
2009年8月29日に映画化作品が公開された。
ロケ地は愛媛県大洲市・伊予市他。

### キャスト
- 高原菜都美（現在）：深津絵里
- 高原菜都美（小学生時代）：森迫永依
- 高原菜都美（高校生時代）：大後寿々花
- きみこ（高校生時代）：波瑠
- みさ（高校生時代）：高山侑子
- 高原房蔵（菜都美の父）：板尾創路
- 高原光代（菜都美の母）：奥貫薫
- みさの母：黒沢あすか
- みさの父：上島竜兵
- きみこ（小学生時代）：三吉彩花
- みさ（小学生時代）：佐藤初
- たか：大東俊介
- しん：佐野和真
- 片桐俊夫：賀来賢人
- あき：落合恭子
- みさの近所のおばさん：西原理恵子
- 財前静生：福士誠治
- 藤井里美（きみこの母）：風吹ジュン

### スタッフ
- 監督・脚本：森岡利行
- 原作：西原理恵子
- プロデューサー：西口典子、菅野和佳奈
- 撮影：清久素延
- 美術：山下修侍
- 編集：菊井貴繁
- 音楽：おおはた雄一
- 照明：横道将昭
- 録音：矢野正人
- 配給・宣伝：エイベックス・エンタテインメント、IMJエンタテインメント
- 製作：「女の子ものがたり」製作委員会（エイベックス・エンタテインメント、STUDIO SWAN、ポニーキャニオン、メモリーテック、毎日新聞社、Yahoo! JAPAN、日本アドシステムズ）

### 主題歌
- 「タオ」／持田香織・原田郁子・おおはた雄一

### 関連書籍
ノベライズ
- 丹沢まなぶ、西原理恵子 (共著)『女の子ものがたり 映画ノベライズ版』

## 舞台
ストレイドッグのプロデュースにより2011年の初演後も度々上演されている。脚本・演出は、2023年まで森岡利行が両方を務め、2025年からは脚本のみ森岡利行で、演出を森岡里世が担当した。

### 2011年
"STRAYDOG" Presents #21「女の子ものがたり」
出演は森田涼花、加藤慶祐、河村唯、小野晴子など。
赤坂RED/THEATER（2011年4月30日 - 5月8日）

### 2013年
～西原理恵子演劇祭2013!!～“STRAYDOG”Produce公演『女の子ものがたり』『ぼくんち』
SPACE107（2013年7月23日 - 28日）、シアターグリーン BIG TREE THEATER（2013年7月31日 - 8月4日）

### 2014年
“STRAYDOG”Produce公演 「女の子ものがたり」
シアターグリーン BIG TREE THEATER（2014年5月3日 - 6日）、ABCホール（2014年5月17日 - 18日)

### 2016年
～西原理恵子演劇祭2016!!～“STRAYDOG”Produce公演『女の子ものがたり』『ぼくんち』
ABCホール（2016年1月23日 - 24日)、東京芸術劇場 シアターウエスト（2016年2月3日 - 7日）

### 2018年
“STRAYDOG”Produce＝西原理恵子デビュー30周年記念公演＝「女の子ものがたり」「ぼくんち」
シアターグリーン BOX in BOX THEATER（2018年8月1日 - 5日）

### 2023年
“STRAYDOG”30th Anniversary Produce 『女の子ものがたり』
ABCホール（2023年3月4日 - 5日）、CBGKシブゲキ!!（2023年3月15日 - 19日）

### 2025年
Papillon Presents『女の子ものがたり』
シアターグリーン BOX in BOX THEATER（2025年4月16日 - 20日）